# 奧康納 (澳大利亞國會選區)
奧康納選區（英語：Division of O'Connor），是澳大利亞西澳大利亞州的下議院選區，位於該州東南部廣大鄉郊。面積908,954平方公里。
選區始於1980年，紀念興建費利曼圖港和戈爾德菲爾茲供水系統的工程師查爾斯·耶菲頓·奧康納。本區是自由黨的安全選區。至2013年當區議員是里克·威爾遜，而2010年至2013年的議員是威爾遜·塔奇。